# Universidad Rafael Belloso Chacín
La Universidad Privada Dr. Rafael Belloso Chacín (URBE), es una universidad privada venezolana fundada en 1989, en la ciudad de Maracaibo, capital del estado Zulia, ubicada al occidente de Venezuela. Tiene una población aproximada de cuarenta y tres mil (43.000) estudiantes entre pregrado, posgrado y otros programas que ofrece esta casa de estudios. A su vez, cuenta con la estación de radio URBE 96.3 FM y una extensión, URBE Internacional, en República Dominicana.

## Historia

### Fundación
La universidad se funda el 5 de octubre de 1989 en honor a Rafael Belloso Chacín, médico, profesor, político e investigador de la geografía zuliana. Inicia actividades académicas el 26 de marzo de 1990 con 5567 estudiantes y 8840 profesores en torno a las facultades de Ingeniería, astronomía, medicina, militar, ciencias administrativas y ciencias de la informática con las Escuelas de Ingeniería en computación, administración de empresas, administración comercial e informática.
En septiembre del mismo año se establece en forma la comunidad universitaria de la URBE en lo que será su sede definitiva, en el cruce de la Prolongación Circunvalación 2 con Av. 16 Goajira, en la zona norte de Maracaibo.

### Nuevas Facultades
El 5 de octubre de 1995, a seis años de la fundación, URBE incorpora la Facultad de Ciencias Jurídicas y Políticas con la Escuela de Derecho, y la Facultad de Ciencias Administrativas suma dos nuevas licenciaturas: Contaduría Pública y Relaciones Industriales.
A su vez, se da inicio a los programas de postgrado (doctorado, maestría y especialización), así como el desarrollo de más de sesenta líneas de investigación en los Centros de Investigación de Ciencias Administrativas y de Computación e Informática; y egresa la Primera Promoción de Licenciados e Ingenieros.
Para noviembre de 1996, en el marco del Día del Estudiante Universitario, se marca el ingreso definitivo a la súper autopista de la información con la puesta en funcionamiento de internet.
Posteriormente, se incorpora la Facultad de Humanidades con la Escuela de Comunicación Social, la Facultad de Ingeniería agrega la carrera de Ingeniería Industrial, y la Facultad de Ciencias de la Informática crece con la licenciatura en Diseño Gráfico.

### Cambio de mando
El pasado jueves 21 de mayo de 2015, el Dr. Oscar Belloso Medina, fundador de esta casa de estudios, le cede el cargo de rector a su primogénito, el Dr. Oscar Belloso Vargas, tras 25 años al mando ininterrumpidamente.
Tras su designación, el Dr. Belloso Vargas indicó que su trabajo como rector será impulsar el desarrollo académico y tecnológico de la institución, y adicionalmente, promover su internacionalización.

### El primer paso a la internacionalización
El martes 11 de agosto de 2015 se llevó a cabo la presentación del nuevo núcleo o extensión conocido como URBE Internacional en el país caribeño de República Dominicana. Al evento, celebrado en un reconocido hotel de la capital, asistieron diversas autoridades de esta casa de estudios entre los que destaca el presidente del Consejo Superior y Rector Fundador, Dr. Oscar Belloso, además de reconocidas figuras públicas.
El Dr. Oscar Belloso señaló que se trata de una propuesta de universidad cooperativa con una organización multinacional, dispuesta a expandir oportunidades de empleo de profesionales dominicanos, que saben de la velocidad de competencia que hay en el Caribe y el mundo. 
URBE Internacional contará con numerosos programas académicos avalados internacionalmente como cursos, diplomados, maestrías, especializaciones, doctorados y postdoctorados, que se podrán realizar bajo la modalidad de estudios a distancia, es decir, a través de Internet,  bajo el amparo del Data Center más grande de Latinoamérica dedicado a la educación y de los profesionales mayormente capacitados. El lanzamiento se efectuaría el 1.º de octubre de 2015.

## Facultades y Escuelas
| Facultad de Ingeniería - Escuela de Ingeniería en Informática. - Escuela de Ingeniería en Computación. - Escuela de Ingeniería Industrial. - Escuela de Ingeniería Electrónica (con menciones en: Telecomunicaciones; Automatización y Control). Facultad de Humanidades y Educación - Escuela de Educación Preescolar. - Escuela de Comunicación Social (con menciones en: Audiovisual, Periodismo Impreso; Publicidad y Relaciones Públicas). Facultad de Ciencias Administrativas - Escuela de Contaduría Pública. - Escuela de Administración (con menciones en: Empresas, Mercadeo; Banca y Seguros). - Relaciones Industriales. Facultad de Ciencias de la Informática - Diseño Gráfico. Facultad de Ciencias Jurídicas y Políticas - Escuela de Derecho. |

## Postgrado

### Especializaciones Semipresenciales
- Gerencia de la Ciencia y la Tecnología.
- Gerencia de las Organizaciones.
- Informática Educativa.

### Maestrías
- Gerencia de Recursos Humanos.
- Informática Educativa.
- Gerencia Tributaria (sólo aplica para venezolanos).
- Gerencia Empresarial.
- Gerencia de Proyectos Industriales.
- Derecho Mercantil (sólo aplica para venezolanos).
- Derecho del Trabajo (sólo aplica para venezolanos).
- Gerencia de Mercadeo.
- Telemática.
- Ciencias de la Comunicación.
- Ciencias de la Educación, mención: Gerencia Educativa.
- Gerencia de Proyectos de Investigación y Desarrollo.
- Ingeniería de Control y Automatización de Procesos.

### Doctorados
- Ciencias de la Educación.
- Ciencias Gerenciales.
- Ciencias, mención: Gerencia.
- Ciencias Políticas.

## Campus

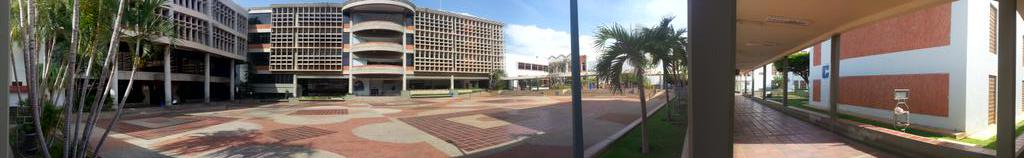
Panorámica desde la Plaza Central.

Dentro de su extensión total de casi 60.000 m², la Universidad Dr. Rafael Belloso Chacín alberga 7 edificios, llamados bloques, donde se encuentran numerosas aulas para el desarrollo de los programas pregrado y postgrado, cajas de atención al público e inclusive oficinas de algunos servicios que se ofrecen paralelamente. De esta manera se yerguen los bloques A, B, C, D, E, F y G. Dentro de algunos de ellos se pueden encontrar parte de los laboratorios de computación, televisión, electrónica, mecanizado, telecomunicaciones y más.
El edificio principal es el Rectoral, allí se encuentran la Sala de Juicio Oral y el Auditorio. Paralelamente, pero a un lado del bloque F, hace vida la emisora radial URBE 96.3, señal emblema en todo el territorio zuliano. Para el año 2010, la señal URBE TV culminaría sus transmisiones, convirtiéndose posteriormente en una productora de programas, tanto para canales nacionales como para su propio circuito cerrado, URBE TV Educativa. 

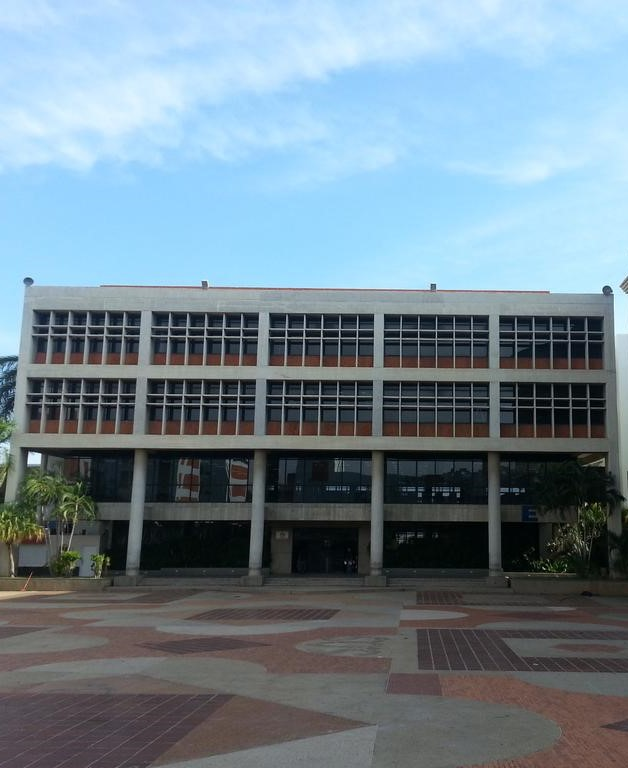
Biblioteca Dr. Nectario Andrade Labarca.

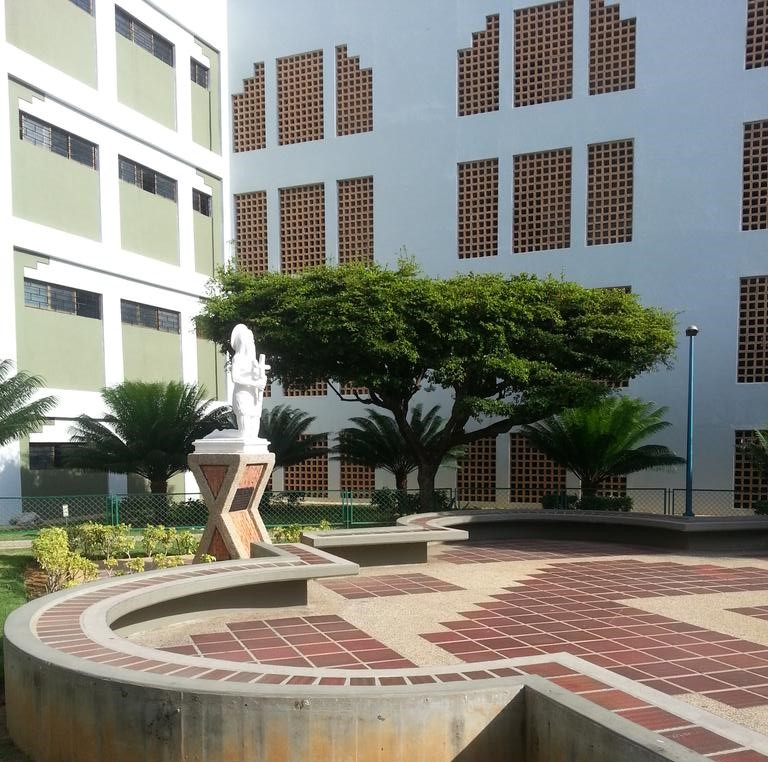
Plaza San Onofre, patrono de URBE

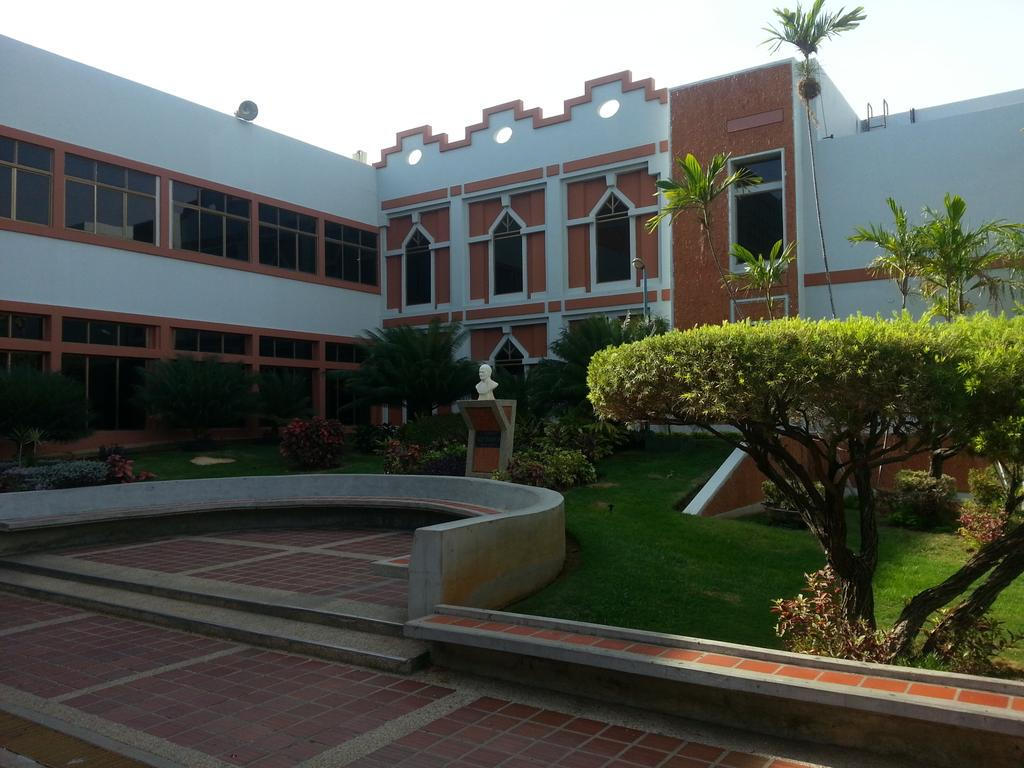
Plaza Juan Pablo II.

Sumado a esto, la casa de estudios ofrece amplios espacios para la práctica cultural y deportiva de su población, tales como: cancha de softball, fútbol sala, básquet, voleibol, salas de danza, teatro y estancias para exposiciones temáticas. 
Además, esta institución privada cuenta con tres plazas destinadas al disfrute de la comunidad estudiantil: Plaza Juan Pablo II, Plaza San Onofre -patrono de la Universidad- y la Plaza Central, que acoge dos de los principales eventos en el calendario urbista como lo son el Último Timbre y la Misa de Grado.

### Biblioteca
La biblioteca Dr. Nectario Andrade Labarca, con sus diversos espacios, ofrece al estudiante urbista y público en general beneficios de consulta de textos e investigaciones realizadas; para lo cual cuenta con áreas, como: las salas de estudio, fonoteca, sala de referencia, biblioteca, y módulos de consulta para revisión a texto completo de tesis de grado.

## EAD (Estudios a Distancia)
La Universidad Privada Dr. Rafael Belloso Chacín da un gran paso de avance tecnológico educativo con la creación de los Estudios a Distancia, basados en una plataforma tecnológica que acopla todos los elementos de uso de la Red Mundial Internet y su instruccionalidad. De esta forma pasa a ser parte del renglón de universidades latinoamericanas y del mundo que ofrecen esta modalidad en sus opciones de pregrado y posgrado.

## Convenios internacionales
- Universidad de La Guajira.
- Universidad Popular del Cesar.
- Universidad Cooperativa de Colombia.
- Universidad de Pamplona.
- Universidad del Atlántico.
- Universidad Autónoma del Caribe.
- Universidad Libre de Colombia.